# Galactron
La Galactron è una ditta italiana, nata a Roma nel 1966, specializzata nella produzione di apparecchiature elettroniche.
Inizialmente, la produzione fu di genere prettamente artigianale: del CC50 e il PA25, un pre e finale mono, vennero realizzati solo 50 esemplari.
Nel settore professionale, venne rilasciato il Galactron MKII: mixer/preamplificatore integrato ad un finale di potenza stereo erogante 120+120 W (cui si affiancò l'MKI di potenza inferiore). Questi apparecchi furono destinati principalmente alle discoteche e a listino fino al 1969, anno in cui furono sostituiti dall'MK10, recensito anche dalla rivista tedesca Hi-Fi Stereophonie.
Nel 1971 furono presentati il preamplificatore MK-16 ed il finale MK-160, e nel 1973 venne presentato un secondo finale stereofonico, l'MK-10.
Si affermò nel settore dell'Alta fedeltà raggiungendo il suo massimo storico nella metà degli anni settanta, con una produzione variegata che includeva amplificatori, preamplificatori ed altri apparecchi destinati sia all'uso professionale che a quello amatoriale di alto livello.
Nella produzione di questo scorcio di decennio rientrano l'MK-120, che riprendeva l'estetica e parte delle funzionalità di un precedente apparecchio.
Nella seconda metà del decennio, nonostante gli ampliamenti ed i lavori effettuati grazie ai fondi della Cassa del Mezzogiorno, una serie di motivi (l'allontanamento di Aris Bernardini, la scomparsa del socio di maggioranza Strampelli) lasciarono l'azienda senza un piano progettuale e commerciale preciso; la gestione venne affidata ad una finanziaria e già nel 1980 venne cessata ogni produzione. Nel 1984 la Galactron fu dichiarata fallita.
Agli inizi degli anni novanta rinasce il marchio con la Nuova Galactron (che successivamente torna a produrre con il solo marchio Galactron) che dichiara di impegnarsi nella costruzione fonti sonore dalla prospettiva - fisica e mentale - di chi ascolta. È un modo per posizionarsi diversamente rispetto ai concorrenti multinazionali; un progetto multidisciplinare che coinvolge otorini, psicologi, ingegneri. Il risultato sono una prima serie di apparecchi basati su un'unica piattaforma: il modulo ibrido GSM 001. La nuova linea di apparecchi esce sul mercato nel 1994 ed è chiamata serie MK 2000 e comprende due integrati: MK 2060 e MK 2120.